# Københavns Idrætspark
El Københavns Idrætspark, normalmente anomenat Idrætsparken, també conegut com Parken, fou un estadi multiusos de la ciutat de Copenhaguen, capital de Dinamarca.
Va ser inaugurat el 25 de maig de 1911 amb capacitat per a 12.000 espectadors amb el partit entre la selecció de Copenhaguen i el The Wednesday anglès i demolit el 1990. Fou la seu de la selecció de futbol de Dinamarca i del club Kjøbenhavns Boldklub. La seva capacitat era per a 51.000 espectadors. Després de la seva demolició, en la seva mateixa ubicació fou construït el Parken Stadion el 1992.
A finals de la dècada de 1920, les instal·lacions de l'Idrætsparken incloïen l'estadi principal, una pista d'atletisme separada (1912), un pavelló cobert (1914), un camp d'hoquei i una piscina coberta (1929). La graderia principal fou inaugurada el 2 d'octubre de 1955 amb un Anglaterra 5 – Dinamarca 1.
Entre 1911 i 1990, la selecció de Dinamarca disputà 232 partits a l'estadi, guanyant-ne 125 i perdent-ne 66.